# Вім Волкерс
Вім Волкерс (нід. Wim Volkers, 3 жовтня 1899, Амстердам — 4 січня 1990, Амстердам) — нідерландський футболіст, що грав на позиції нападника. По завершенні ігрової кар'єри — тренер.
Як футболіст виступав на позиції нападника за амстердамський «Аякс». Провів за клуб 263 матчі і забив 126 голів. Двічі, в сезонах 1924/25 і 1928/29, ставав найкращим бомбардиром команди. Триразовий чемпіон Нідерландів у складі «Аякса». За національну збірну Нідерландів провів 7 матчів і забив 2 голи. З 1941 по 1942 рік був головним тренером «Аякса», а з 1956 по 1958 був президентом клубу.

## Клубна кар'єра
Вім Волкерс народився 3 жовтня 1899 року в Амстердамі, в сім'ї Паулуса Сейбранда Волкерса і Хендріки Адріани Врейхувен. Спочатку Волкерс грав у футбол в амстердамському управлінні футболу, а в 1923 році став гравцем амстердамського «Аякса». Дебютував Волкерс в команді 16 вересня 1923 року в матчі чемпіонату проти дордрехтського ДФК, який завершився домашньою поразкою амстердамців з рахунком 1:3.
У Чемпіонаті Нідерландів сезону 1924/25 Волкерс забив 13 голів в 16 матчах, ставши найкращим бомбардиром своєї команди, але його клуб не зміг виграти Західну лігу і вийти в плей-оф чемпіонату.
Всього, в складі «Аякса», в період з 1923 по 1936 Вім зіграв у чемпіонаті 265 матчів і забив 129 голів. За цей час тричі виборював титул чемпіона Нідерландів.

## Виступи за збірну
2 листопада 1924 року дебютував в офіційних іграх у складі національної збірної Нідерландів в товариському матчі проти Південної Африки, який завершився перемогою голландців з рахунком 2:1. У дебютній грі Вім відзначився голом на 9-й хвилині, а другий м'яч за голландців забив одноклубник Волкерса, нападник Ян де Натріс. Вім зіграв ще у трьох товариських іграх за збірну, в яких відзначився лише одним м'ячем, але потім Волкерс більше семи років не грав за збірну. Протягом кар'єри у національній команді, яка тривала 9 років, провів у формі головної команди країни 7 матчів, забивши 2 голи.

## Кар'єра тренера
У 1939 році Волкерс був призначений скарбником клубу, а в роки Другої світової війни, разом з Арі де Вітом, був головним тренером «Аякса».
Помер в ніч з 3 на 4 січня 1990 року на 91-му році життя.

## Статистика виступів
| Клуб              | Сезон             | Ліга | Ліга | Раунд плей-оф | Раунд плей-оф | Кубок | Кубок | Разом | Разом | Товариські матчі | Товариські матчі | Всього | Всього |
| Клуб              | Сезон             | Ігри | Голи | Ігри          | Голи          | Ігри  | Голи  | Ігри  | Голи  | Ігри             | Голи             | Ігри   | Голи   |
| ----------------- | ----------------- | ---- | ---- | ------------- | ------------- | ----- | ----- | ----- | ----- | ---------------- | ---------------- | ------ | ------ |
| Аякс              | 1923/24           | 18   | 7    | 0             | 0             | -     | -     | 18    | 7     | 13               | 9                | 31     | 16     |
| Аякс              | 1924/25           | 16   | 13   | 0             | 0             | 2     | 0     | 18    | 13    | 9                | 3                | 27     | 16     |
| Аякс              | 1925/26           | 15   | 8    | 0             | 0             | 0     | 0     | 15    | 8     | 2                | 2                | 17     | 10     |
| Аякс              | 1926/27           | 18   | 12   | 8             | 1             | 0     | 0     | 26    | 13    | 6                | 1                | 32     | 14     |
| Аякс              | 1927/28           | 17   | 8    | 6             | 1             | 0     | 0     | 23    | 9     | 1                | 0                | 24     | 9      |
| Аякс              | 1928/29           | 18   | 12   | 0             | 0             | -     | -     | 18    | 12    | 4                | 1                | 22     | 13     |
| Аякс              | 1929/30           | 18   | 6    | 7             | 2             | 0     | 0     | 25    | 8     | 4                | 7                | 29     | 15     |
| Аякс              | 1930/31           | 16   | 12   | 8             | 3             | -     | -     | 24    | 15    | 10               | 9                | 34     | 24     |
| Аякс              | 1931/32           | 17   | 13   | 6             | 3             | 0     | 0     | 23    | 16    | 4                | 0                | 27     | 16     |
| Аякс              | 1932/33           | 14   | 3    | 0             | 0             | -     | -     | 14    | 3     | 7                | 2                | 21     | 5      |
| Аякс              | 1933/34           | 18   | 9    | 10            | 4             | -     | -     | 28    | 13    | 9                | 2                | 37     | 15     |
| Аякс              | 1934/35           | 17   | 8    | 5             | 0             | 0     | 0     | 22    | 8     | 8                | 5                | 30     | 13     |
| Аякс              | 1935/36           | 10   | 1    | 1             | 0             | 0     | 0     | 11    | 1     | 3                | 0                | 14     | 1      |
| Всього за кар'єру | Всього за кар'єру | 212  | 112  | 51            | 14            | 2     | 0     | 265   | 126   | 80               | 41               | 345    | 167    |

Джерело:
- Wim Volkers (нід.). Afc-ajax.info. Архів оригіналу за 1 листопада 2016. Процитовано 7 листопада 2016.

## Титули і досягнення
- Чемпіон Нідерландів (3):

«Аякс»: 1930–31, 1931–32, 1933–34